# محمدحسن کاظمی
محمدحسن کاظمی سرتیپ‌دوم سپاه پاسداران انقلاب اسلامی است، که هم‌اکنون به‌عنوان جانشین فرماندهی حفاظت سپاه پاسداران فعالیت می‌کند. که به خاطر شباهت اسمی خود با رئیس سازمان حفاظت اطلاعات سپاه، سرتیپ پاسدار محمد کاظمی بعضاً با او اشتباه گرفته می‌شود. تا جایی که در مواردی، حتی برخی خبرگزاری‌های نزدیک به سپاه نیز، او را به عنوان رئیس سازمان حفاظت اطلاعات سپاه معرفی کرده‌اند.